# Heteropterygidae
Famille
Les Heteropterygidae (hétéroptérygidés en français) forment une famille d'insectes phasmoptères du sous-ordre des Verophasmatodea, de l'infra-ordre des Areolatae, de la super-famille des Bacilloidea.

## Liste des sous-familles
- Dataminae
- Heteropteryginae
- Obriminae